# 顾人宜

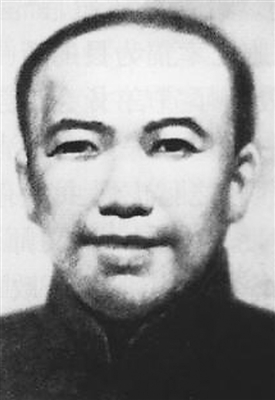
顾人宜

顾人宜（1867年—1931年），原名顾人仪，字凤彬，奉天省复州顾家岭（今属辽宁省大连市普兰店区星台街道）人，清末民初军事人物。
顾人宜精通医术，常行医施药，深受当地百姓敬仰。1900年，八国联军入侵清朝，各地纷纷奉旨组织团练，他被推举为地方团练团总。  
1904年，顾人宜出任复州聚社（今辽宁省大连市普兰店区星台街道）社长，带领民众反对清朝的苛捐杂税。1908年，他加入中国同盟会，投身民主革命。1911年武昌起义爆发后，作为联庄会会首的他迅速召集1000余名民兵组成革命军，以庄河和复州顾家岭为根据地，向清军宣战。同年11月20日，他指挥革命军进攻驻守李家卧龙的清军巡防队，打响东北地区辛亥革命的第一枪，并取得胜利，史称“史称“辛亥庄复起义”。他随即宣布成立“中华民国军政分府”（又称“中华民国庄河军政分府”），自任“中华民国军政分府关东第一军”司令官，发表讨清檄文。联合急进会代表杨大实前去授旗，任命他为“中华民国军征清满洲第一军司令官”。  
1912年1月，顾人宜率军多次进攻清军营地，未能攻克。此时，南京临时政府任命的关外大都督蓝天蔚在上海招募学生军1000余人，组建辛亥革命北伐第五路军，并亲自担任总指挥，率军经花园口、大孤山、城子坦等地登陆，与顾人宜部会师。革命军在水门子、瓦房店、北曲家店、坡子店等地与清军激战，直至南京临时政府与袁世凯达成协议、清帝溥仪退位，战事方才停息。  
此后，顾人宜率军前往烟台，后又赴广州、沈阳等地担任军界要职。1927年，他因病返乡疗养。1931年5月1日，病逝，得年64岁，葬于家乡顾家岭。